# Alles Gute kommt von unten
Alles Gute kommt von unten è la terza compilation dell'etichetta discografica indipendente ersguterjunge.

## Descrizione
L'album è stato pubblicato il 7 dicembre del 2007 e ne fanno parte i seguenti artisti: Bushido, Baba Saad, Chakuza, Eko Fresh, Kay One, D-Bo, Bizzy Montana e Nyze.

### Successo e singoli
Il disco è arrivato all'8º posto nella Media Control Charts.
Il singolo estratto dal disco è Alles Gute kommt von unten (GER numero 57).

## Tracce
Versione Standard
1. Intro
2. Bushido, Chakuza e Kay One – Über den Wolken
3. Bushido e Baba Saad – Doppelkopf Anaconda
4. Bizzy Montana – Wer?
5. Chakuza – Eins zu eins
6. Baba Saad e D-Bo – Gottes wille
7. Bizzy Montana e Kay One – Jeder tag ist grau
8. Bushido – Der, der ich bin
9. Chakuza, D-Bo e Eko Fresh – Stärker & größer
10. Nyze – Kannst du es sehen?
11. Baba Saad – Baba Saad
12. Chakuza – Was auch immer (feat. Summer Cem)
13. Bizzy Montana e Bushido – Du mädchen
14. Kay One – New kid on the block
15. Nyze e Chakuza – Nicht mit euch
16. Bushido, Chakuza e Kay One – Alles Gute kommt von unten
17. Summer Cem – Hör mir zu
18. D-Bo – Nur ein Traum
19. Baba Saad – Attentat (feat. Summer Cem)
20. D-Bo e Kay One – Zeitmaschine
21. Eko Fresh – Branx-Genie
22. Nyze, Kay One e Bushido – Asche zu asche

Versione Limited-Edition
1. Sampler Dokumentation
2. Photoshooting
3. Alles Gute kommt von unten (Video)
4. Making of (Video)